# Jason Goes to Hell: The Final Friday
Jason Goes To Hell eller Fredagen den 13:e del 9 är en amerikansk film från 1993.

## Handling
Jasons onda hemlighet avslöjas. Det är upp till de sista levande i Voorhees familj att stoppa honom innan han blir odödlig och omöjlig att stoppa.

## Om filmen
Filmen är inspelad i Los Angeles och hade premiär i USA den 13 augusti 1993. Den svenska åldersgränsen är 15 år.

## Rollista i urval
- Kane Hodder – Jason Voorhees/Säkerhetsvakt/Freddy Kruegers klohandske
- John D. LeMay – Steven Freeman
- Kari Keegan – Jessica Kimble